# Меры предосторожности (химия)
Меры предосторожности (P-фразы, англ. Precautionary statements) — унифицированные фразы, описывающие необходимые меры, которые необходимо предпринимать для минимизации или устранения неблагоприятных воздействий того или иного химического вещества. P-фразы установлены в рамках согласованной на глобальном уровне системы классификации и маркировки химических веществ (СГС). В 2011 году список предупреждений был переопубликован в четвёртом пересмотренном издании СГС.

## Принцип кодификации
Меры предосторожности записываются кодом вида Pxyy, где буква P обозначает тип фразы (мера предосторожности), цифрой x обозначается тип меры предосторожности:
- 1 — меры предосторожности общего характера,
- 2 — меры предосторожности при предотвращении,
- 3 — меры предосторожности при реагировании,
- 4 — меры предосторожности при хранении,
- 5 — меры предосторожности при удалении.

Наконец, цифры yy служат для последовательной нумерации P-фраз.

## Перечень P-фраз

### Общие меры предосторожности
| Код фразы | Расшифровка фразы                                                                            |
| --------- | -------------------------------------------------------------------------------------------- |
| P101      | Если необходима рекомендация врача: иметь при себе упаковку продукта или маркировочный знак. |
| P102      | Держать в месте, недоступном для детей.                                                      |
| P103      | Перед использованием прочитать текст на маркировочном знаке.                                 |

### Меры предосторожности при предотвращении
| Код фразы   | Расшифровка фразы                                                                                                |
| ----------- | --- |
| P201        | (Устарело) Перед использованием получить специальные инструкции.                                                 |
| P202        | (Устарело) Не приступать к работе до тех пор, пока не прочитана и не понята информация о мерах предосторожности. |
| Р203        | Перед использованием получите, прочтите и соблюдайте все инструкции по технике безопасности.                     |
| P210        | Беречь от тепла/искр/открытого огня/горячих поверхностей. – Не курить.                                           |
| P211        | Не распылять на открытое пламя или другие источники возгорания.                                                  |
| Р212        | Избегайте нагревания в условиях изоляции или снижения концентрации десенсибилизированного агента                 |
| P220        | Не допускать соприкосновения/хранить отдельно от одежды/…/горючих материалов.                                    |
| P221        | (Устарело) Принять все меры предосторожности в целях избежания смешения с легковоспламеняющимися/…               |
| P222        | Не допускать контакта с воздухом.                                                                                |
| P223        | Не допускать контакта с водой.                                                                                   |
| P230        | Смачивать с помощью …                                                                                            |
| P231        | Обращаться с продуктом в атмосфере инертного газа.                                                               |
| P232        | Защищать от влаги.                                                                                               |
| P233        | Держать крышку контейнера плотно закрытой.                                                                       |
| P234        | Хранить только в контейнере завода-изготовителя.                                                                 |
| P235        | Хранить в прохладном месте.                                                                                      |
| Р236        | Хранить только в оригинальной упаковке; Раздел .. в транспортной конфигурации.                                   |
| P240        | Заземлить/Электрически соединить контейнер и приёмное оборудование.                                              |
| P241        | Использовать взрывобезопасное электрическое/вентиляционное/осветительное/…/ оборудование.                        |
| P242        | Использовать только неискрящие приборы.                                                                          |
| P243        | Принимать меры предосторожности против статического разряда.                                                     |
| P244        | Не допускать попадания в редукционные клапаны жиров и масел.                                                     |
| P250        | Не подвергать размельчению/ударам/…/трению.                                                                      |
| P251        | Не протыкать и не сжигать, даже после использования.                                                             |
| P260        | Не вдыхать пыль/дым/газ/туман/пары/вещество в распылённом состоянии.                                             |
| P261        | Избегать вдыхания пыли/дыма/газа/тумана/паров/вещества в распылённом состоянии.                                  |
| P262        | Избегать попадания в глаза, на кожу или на одежду.                                                               |
| P263        | Избегать контакта в период беременности/грудного вскармливания.                                                  |
| P264        | После работы тщательно вымыть …                                                                                  |
| Р265        | Не прикасайтесь к глазам.                                                                                        |
| P270        | Не принимать пищу, не пить и не курить в процессе использования этого продукта.                                  |
| P271        | Использовать только на открытом воздухе или в хорошо вентилируемом помещении.                                    |
| P272        | Не выносить загрязнённую одежду с места работы.                                                                  |
| P273        | Не допускать попадания в окружающую среду.                                                                       |
| P280        | Пользоваться защитными перчатками/защитной одеждой/средствами защиты глаз/лица.                                  |
| P281        | (Устарело) Использовать соответствующие средства индивидуальной защиты.                                          |
| P282        | Пользоваться термозащитными перчатками/средствами защиты лица/средствами защиты глаз.                            |
| P283        | Пользоваться огнестойкой/ огнеупорной одеждой.                                                                   |
| P284        | [В случае недостаточной вентиляции] пользоваться средствами защиты органов дыхания.                              |
| Р285        | (Устарело) При недостаточной вентиляции используйте средства защиты органов дыхания.                             |
| P231 + P232 | Обращаться с продуктом в атмосфере инертного газа. Беречь от влаги.                                              |
| P235 + P410 | (Устарело) Хранить в прохладном месте. Беречь от солнечных лучей.                                                |
| P264 + P265 | Тщательно мойте руки [и ...] после работы. Не прикасайтесь к глазам.                                             |

### Меры предосторожности при реагировании
| Код фразы                  | Расшифровка фразы |
| -------------------------- | --- |
| P301                       | При проглатывании: |
| P302                       | При попадании на кожу: |
| P303                       | При попадании на кожу (или волосы): |
| P304                       | При вдыхании: |
| P305                       | При попадании в глаза: |
| P306                       | При попадании на одежду: |
| P307                       | (Устарело) При воздействии: |
| P308                       | В случае воздействия или обеспокоенности: |
| Р309                       | (Устарело) Если вы подверглись воздействию или плохо себя чувствуете |
| P310                       | (Устарело) Немедленно обратиться в токсикологический центр или к врачу/… |
| P311                       | (Устарело) Обратиться в токсикологический центр или к врачу/… |
| P312                       | (Устарело) Обратиться в токсикологический центр/к врачу… в случае плохого самочувствия.                                                                                                |
| P313                       | (Устарело) Обратиться к врачу. |
| P314                       | (Устарело) В случае плохого самочувствия обратиться к врачу. |
| P315                       | (Устарело) Немедленно обратиться к врачу. |
| Р316                       | Немедленно обратитесь за неотложной медицинской помощью. |
| Р317                       | Обратитесь за неотложной медицинской помощью. |
| Р318                       | Если вы подверглись воздействию или обеспокоены, обратитесь за медицинской помощью. |
| Р319                       | Обратитесь за медицинской помощью, если вы плохо себя чувствуете. |
| P320                       | Принять срочные специальные меры (см. … на этом маркировочном знаке). |
| P321                       | Применение специальных мер (см. … на этом маркировочном знаке). |
| Р322                       | (Устарело) Конкретные меры (см. ...на этой этикетке). |
| P330                       | Прополоскать рот. |
| P331                       | Не вызывать рвоту. |
| P332                       | В случае раздражения кожи: |
| P333                       | Если происходит раздражение кожи или появление сыпи: |
| P334                       | Погрузить руки в холодную воду/забинтовать влажной повязкой. |
| P335                       | Стряхнуть отдельные частицы с кожи. |
| P336                       | Растворить замерзшие частицы теплой водой. Не тереть пораженную часть кожи. |
| P337                       | Если раздражение глаз не проходит: |
| P338                       | Снять контактные линзы, если вы ими пользуетесь и если это легко сделать. Продолжить промывание глаз.                                                                                  |
| P340                       | Вынести пострадавшего на свежий воздух и обеспечить ему полный покой в удобном для дыхания положении.                                                                                  |
| Р341                       | (Устарело) При затруднении дыхания вынести пострадавшего на свежий воздух и обеспечить ему покой в удобном для дыхания положении.                                                      |
| P342                       | При наличии респираторных симптомов: |
| Р350                       | (Устарело) Осторожно промойте большим количеством воды с мылом. |
| P351                       | Осторожно промывать водой в течение нескольких минут. |
| P352                       | Промыть большим количеством воды с мылом/… |
| P353                       | Промыть кожу водой/принять душ. |
| Р354                       | Немедленно промыть водой в течение нескольких минут. |
| P360                       | Немедленно промыть загрязнённую одежду и кожу большим количеством воды, затем снять одежду.                                                                                            |
| P361                       | Немедленно снять всю загрязнённую одежду. |
| P362                       | Снять загрязнённую одежду и выстирать её перед использованием. |
| P363                       | Постирать загрязнённую одежду перед последующим использованием. |
| P364                       | Постирать загрязнённую одежду перед последующим использованием. |
| P370                       | В случае пожара: |
| P371                       | В случае крупного пожара и больших количеств: |
| P372                       | Риск взрыва в случае пожара. |
| P373                       | Не тушить пожар в случае распространения огня на взрывчатые вещества. |
| P374                       | (Устарело) Тушить пожар с достаточного расстояния, соблюдая обычные меры предосторожности.                                                                                             |
| P375                       | Тушить пожар на расстоянии из-за наличия риска взрыва. |
| P376                       | Остановить утечку безопасным образом. |
| P377                       | Воспламенение газа при утечке: не тушить, если возможно ликвидировать утечку безопасным образом.                                                                                       |
| P378                       | Для тушения использовать… |
| P380                       | Покинуть опасную зону. |
| P381                       | Устранить безопасным образом все источники воспламенения. |
| P390                       | Абсорбировать пролившееся вещество, чтобы не допустить повреждение материалов. |
| P391                       | Ликвидация разлива. |
| P301 + P310                | (Устарело) При проглатывании: Немедленно обратиться в токсикологический центр или к специалисту/…                                                                                      |
| P301 + P312                | (Устарело) При проглатывании: Обратиться в токсикологический центр/или к специалисту/…/ при плохом самочувствии.                                                                       |
| Р301 + Р316                | При проглатывании: Немедленно обратитесь за неотложной медицинской помощью. |
| Р301 + Р317                | При проглатывании: Обратитесь за медицинской помощью. |
| P301 + P330 + P331         | При проглатывании: Прополоскать рот. Не вызывать рвоту. |
| P302 + P317                | При попадании на кожу: Обратитесь за медицинской помощью. |
| P302 + P334                | При попадании на кожу: Погрузить в холодную воду/ забинтовать влажным бинтом. |
| P302 + P335 + P334         | Удалить свободные частицы с кожи. Погрузить в прохладную воду [или обернуть влажными бинтами].                                                                                         |
| P302 + P350                | (Устарело) При попадании на кожу: Осторожно промыть большим количеством воды с мылом.                                                                                                  |
| P302 + P352                | При попадании на кожу: Промыть большим количеством воды/… |
| P302 + P361 + P354         | При попадании на кожу: Немедленно снять всю загрязненную одежду. Немедленно промыть водой в течение нескольких минут.                                                                  |
| P303 + P361 + P353         | При попадании на кожу (или волосы): Немедленно снять всю загрязнённую одежду, промыть кожу водой/под душем.                                                                            |
| P304 + P312                | (Устарело) При вдыхании: Обратиться в токсикологический центр/к врачу/…/при плохом самочувствии.                                                                                       |
| Р304 + Р317                | При вдыхании: Обратиться за медицинской помощью. |
| P304 + P340                | При вдыхании: Вынести пострадавшего на свежий воздух и обеспечить ему полный покой в удобном для дыхании положении.                                                                    |
| Р304 + Р341                | (Устарело) При вдыхании: Если дыхание затруднено, вынесите пострадавшего на свежий воздух и обеспечьте ему покой в удобном для дыхания положении.                                      |
| P305 + P351 + P338         | При попадании в глаза: Осторожно промыть глаза водой в течение нескольких минут. Снять контактные линзы, если вы пользуетесь ими и если это легко сделать. Продолжить промывание глаз. |
| P305 + P354 + P338         | При попадании в глаза: Немедленно промыть водой в течение нескольких минут. Снимите контактные линзы, если вы их носите и это легко сделать. Продолжайте промывать.                    |
| P306 + P360                | При попадании в глаза: Прежде чем снять загрязнённую одежду немедленно промыть её и кожу большим количеством воды.                                                                     |
| P307 + P311                | (Устарело) В случае воздействия: Обратиться в токсикологический центр или к врачу-специалисту.                                                                                         |
| P308 + P311                | При оказании воздействия или обеспокоенности: обратиться в токсикологический центр/врачу/…                                                                                             |
| P308 + P313                | При попадании на кожу обратиться к врачу. |
| P308 + P316                | Если вы подверглись воздействию или обеспокоены: немедленно обратитесь за неотложной медицинской помощью.                                                                              |
| P309 + P311                | (Устарело) Если вы подверглись воздействию или плохо себя чувствуете: Позвоните в токсикологический центр или к врачу-специалисту.                                                     |
| P332 + P313                | При раздражении кожи: обратиться к врачу. |
| P332 + P317                | При раздражении кожи: обратитесь за медицинской помощью. |
| P333 + P313                | При раздражении кожи или появлении сыпи: обратиться к врачу. |
| P333 + P317                | При появлении раздражения кожи или сыпи: обратитесь за медицинской помощью. |
| P335 + P334                | (Устарело) Удалить попавшие на кожу частицы с помощью щетки и погрузить в холодную воду/перевязать влажными бинтами.                                                                   |
| Р336 + Р317                | Немедленно разморозьте обмороженные части теплой водой. Не трите пораженную область. Обратитесь за медицинской помощью.                                                                |
| P337 + P313                | (Устарело) Если раздражение глаз не проходит: обратиться к врачу. |
| P337 + P317                | Если раздражение глаз не проходит: обратитесь за медицинской помощью. |
| P342 + P311                | (Устарело) При появлении респираторных симптомов: обратиться в токсикологический центр или к врачу-специалисту/…                                                                       |
| P342 + P316                | При появлении симптомов респираторного заболевания: немедленно обратитесь за неотложной медицинской помощью.                                                                           |
| P361 + P364                | Немедленно снять загрязнённую одежду и промыть её перед повторным использованием. |
| P362 + P364                | Снять загрязнённую одежду и промыть её перед повторным использованием. |
| P370 + P376                | При пожаре: ликвидировать утечку, если это можно сделать безопасным образом. |
| P370 + P378                | При пожаре: для тушения использовать… |
| P370 + P380                | (Устарело) При пожаре: покинуть опасную зону. |
| P370 + P380 + P375         | При пожаре: покинуть опасную зону. Тушить пожар на расстоянии ввиду опасности взрыва.                                                                                                  |
| P370 + P372 + P380 + P373  | В случае пожара: Риск взрыва. Эвакуируйте зону. Не тушите пожар, если огонь достиг взрывчатых веществ.                                                                                 |
| P370 + P380 + P375 [+P378] | В случае пожара: Эвакуируйте зону. Боритесь с пожаром дистанционно из-за риска взрыва. [Используйте... для тушения]                                                                    |
| P371 + P380 + P375         | В случае крупного пожара и больших количеств: покинуть опасную зону. Тушить пожар на расстоянии ввиду опасности взрыва.                                                                |

### Меры предосторожности при хранении
| Код фразы   | Расшифровка фразы                                                                            |
| ----------- | -------------------------------------------------------------------------------------------- |
| P401        | Хранить …                                                                                    |
| P402        | Хранить в сухом месте.                                                                       |
| P403        | Хранить в хорошо вентилируемом месте.                                                        |
| P404        | Хранить в закрытом контейнере.                                                               |
| P405        | Хранить в закрытом помещении.                                                                |
| P406        | Хранить в коррозионно-стойком/… контейнере со стойким внутренним покрытием.                  |
| P407        | Обеспечить наличие воздушной прослойки между штабелями/поддонами.                            |
| P410        | Беречь от солнечных лучей.                                                                   |
| P411        | Хранить при температурах не выше …°C/…°F.                                                    |
| P412        | Не подвергать воздействию температур свыше 50 °C/122 °F.                                     |
| P413        | Хранить бестарные грузы в количествах свыше … кг/ … фунтов при температурах не выше …°C/…°F. |
| P420        | Хранить отдельно от других материалов.                                                       |
| P422        | (Устарело) Хранить контейнеры в …                                                            |
| P402 + P404 | Хранить в сухом месте. Хранить в закрытом контейнере.                                        |
| P403 + P233 | Хранить в хорошо вентилируемом месте. Держать контейнер плотно закрытым.                     |
| P403 + P235 | Хранить в прохладном/хорошо вентилируемом месте.                                             |
| P410 + P403 | Беречь от солнечного света. Хранить в хорошо вентилируемом месте.                            |
| P410 + P412 | Беречь от солнечных лучей и не подвергать воздействию температур свыше 50 °C/122 °F.         |
| P411 + P235 | (Устарело) Хранить в прохладном месте при температурах, не превышающих …°C/…°F.              |

### Меры предосторожности при удалении
| Код фразы | Расшифровка фразы                                                                              |
| --------- | ---------------------------------------------------------------------------------------------- |
| P501      | Утилизировать содержимое/контейнер в …                                                         |
| P502      | Запросить у завода-изготовителя/поставщика информацию по рекуперации/переработке.              |
| Р503      | Информацию об утилизации/восстановлении/переработке можно получить у производителя/поставщика. |

### Пояснения к перечню
- Диагональная черта (/) во фразе говорит о том, что нужно сделать выбор между фразами, разделёнными этой чертой.
- Многоточие (…) обозначает, что указаны не все применяемые меры.
- Текст, заключённый в квадратные скобки относится не ко всем случаям, а лишь к определённым.[1]